# Ізворашу
Ізворашу (рум. Izvorașu) — село у повіті Вилча в Румунії. Входить до складу комуни Мітрофань.
Село розташоване на відстані 155 км на захід від Бухареста, 39 км на південь від Римніку-Вилчі, 58 км на північний схід від Крайови, 148 км на південний захід від Брашова.

## Населення
За даними перепису населення 2002 року у селі проживали 125 осіб, усі — румуни. Усі жителі села рідною мовою назвали румунську.